# Уљано сликарство
Уљано сликарство, сликарство уљем или уљана техника је сликарска техника у којој је пигмент боје спојен помоћу уља биљног порекла, (пре свега ланеним, маковим, ораховим, сунцокретовим уљем), чистим или са додацима смоле, воска и других помоћних средстава који уљаној боји дају посебан сјајан изглед. Уље као сликарски медијум има дугу традицију у сликарству. Познато као састојак класичних темперних емулзија у византијском сликарству, прво је употребљавано за завршне лазуре на слици, а касније и у комбинацији са темпером. Ова техника се раширила у доба позне готике и према Ченино Ченинију ову технику је открио Јан ван Ајк. То јасно није истина јер слојеви који су напајани уљем појавили су се још у средњовековном сликарству на пример на сликама Мајстор Теодорика.

## Подлоге за сликарство уљем
Подлоге у сликарству називамо оне чврсте површине на којим се изводи слика. Као подлога у сликарству долази у обзир дрво, платно, металне површине, хартија, картони, зид и др.
Најстарија подлога у сликарству била је даска која се директно препарира или се на њу прилепило платно а затим се препарира и глача и као таква са употребљавала као сликарска подлога. Развојем сликарства и доласком уљаних боја постепено је даска ишчезавала као подлога за слике и уместо ње се почело употребљавати платно које је данас готово искључиво подлога у сликарству. Платно задовољава стога што је могуће правити слике великих формата, што на дасци није било могуће а друго што зрнаста структура платна одговара много више сликарском укусу него даска.
Да би се на платно могло сликати потребно га је разапети на један каил- рам а затим га импрегнисати са таквим раствором туткала које ће ограничити упијање платна залити му поре и заштитити га од влаге са полеђине. Неки сликари сликају не платну које је импрегнисано али већина га после импрегнације премаже неким средством које ће сликарском платну дати једнолику боју извесну глаткоћу и које ће затворити поре и то у два три премаза пре но што ће почети са сликом. Рецепата за импрегнацију има безброј. Као материјал за импрегнацију долази у обзир лепак односно везиво и бели пигменти. За везиво се од најстаријих времена употребљава растопљено туткало или казеин а тек доцније је дошло у употребу и уље као везиво за прављење препаратуре.
Што се тиче пигмената који се употребљавају за прављења препаратуре има их много. Најстарији и најбољи препарат за прављење препаратуре јесте сирови гипс а затим седиментна креда- бела биркреда. Неки сликари употребљавају и вајарски гипс, неки каолин или туткало. Како ови пигменти за препарирање нису довољни пошто у контакту са уљем добијају другу боју- губе боју, то се у препаратуре додаје и нека бела боја као што је крензервајс, цинквајс или литопон.

## Најчешћа подлога за уљане слике и припрема
Узме се ланено или кудељно небељено платно. Ткање тог платна нека буде платнасто тј. да на лицу и наличју има једнолику структуру. Вертикални и водоравни конци (основа и потка) нека буду од истог конца. Ово платно се положи на сто и за њега се направи каил- рам из кога су каилови извађени. Кад се постави платно онда се почиње са разапињањем платна. Разапињања има више врста. Извади се средњи ексер из каил рама и сад се закуца на средини каил рама а затим се са десне стране разапиње и притеже и причвршћује а затим се све то понавља док се горња страна не разапне и не причврсти. Напослетку се то учини и са угловима и то по могућности са нешто дужим ексерима. Приликом учвршћивања ексерима на каил рам ексере не треба потпуно закуцати већ треба оставити могућност да се они поново извуку из каил рама у случају да то затреба.
За импрегнисања се растопи 6-7% туткала у води (60- 70 грама туткала на литар воде), а затим сасути у тај туткални раствор једну кашику истопљене стипсе која је претходно натопљена у мало вруће воде. Ставити ово стипсано туткало да се мало желира на хладном месту и онда ово пихтијасто туткало умутити четком а затим истрести на средину платна и размазати га по целој површини а сав вишак скинути шпахтлом са платна. Ставити да се овако импрегнисано платно осуши.
Препарирање платна се врши тако да се узме чаша беле креде или сировог гипса и чаша цинквајса и саспе се у конзерву па се измеша. Затим се саспе чаша воде и измеша се са кредом и цинквајсом да се добије једнолика получврста паста а затим се сипа уз непрестано мешање две чаше растопљеног туткала, оног истог којим је импрегнисано платно. Резултат овог је нормално размазива бела течност.
Препаратуру у течном стању треба размазати по платну са четком на следећи начин. Замочити грундир четку у препаратуру, отаре се четка о руб конзерве па се овако полупразном четком размазује потезима 30- 40 cm. дужине све у једном правцу. Затим се остави да се премазано платно у водоравном положају суши барем пола сата а затим се поновни премаз врши у супротном смеру да се добију два максимално покривна слоја у већини случајева довољна су два слоја али се може поставити још један.

## Техника уљаног сликарства
Код уљаног сликарства разлике између суве и свеже боје су мале и због тога је јако погодна за сликање реалистичког сликарства и верно приказивање природе до најфинијих детаља и представља најбољи материјал за представљање форме.

### Цртеж
Прво се изводи цртеж који мора бити јасан и чист а средства за цртање су угљен, темпера, туш, оловка (не мастиљава). Постоји најшира слобода како се црта слика. Најбоље је почињати тамнијим бојама и ићи ка светлијим. Боју треба стављати једну преко друге не мешајући је дуго на палети. Није добро почети слику пастозно а боје које јако покривају морају бити постављене у доњим слојевима а претерана употреба уља представља опасност по слику. Ако се уљу додају смоле може се радити не чекајући сушење слике.

### Пастозни слојеви
Данас се на уљане боје гледа другачије него у прошлости. Слика се пастозним бојама и овако употребљавана боја је због своје материјалне лепоте и фине текстуре која се постиже употребом оваквих тонова и због финих сивих тонова данас у употреби. Пастозан тон показује потез четком и ти потези стварају сликарске рукописе и дају му својствен тон. Тврди се да су пастозни слојеви непостојани и да брзо пропадају али ако се не иде у екстреме може се уверити у супротно. Боја која није пуно оптерећена „бинднмитом је солидна врло постојана и подноси рад у пастозним дебелим слојевима. Полажу се наизменично пастозни и танки слојеви. Рембрантове и Тицијанове слике као и Папин портрет од Веласкеза потврђују да се овакве слике добро очувају. Лаици мисле да је пастозна слика последица сликареве невештине и не знају да се ствара тиме светлина слике и драж структуре, једино може постизати пастозном бојом.

### Употреба лазура
Ако се дода превише уља боја ће да испуца а размазивање уља доводи до непријатне глаткоће. Неки сликари као Рубенс су боју растрљавали прстима али за размазивање боје се користе широке четке од свињске длаке а за финије детаље четке са меком длаком. Раније су слике биле глачане пре него што су биле лакиране. Курбе се служио и шпахтлама којим је наносио боју. Лазурни тонови на слици делују тако да увек иду у први план. Као лазур употребљена боја има дубину и притом највећу чистоћу и лепоту локалног тона и оне захтевају једну светлију подлогу јер немају пасте. Пастозна слика делује више својом површином те одговара више за тамне просторе. Слику не треба започети лазурним бојама.
У сликању су најбољи прости поступци и све вештине као стругање, гребање, растирање, брисање, скидање боје упијаћим папиром не доводе до успеха.

### Сликање у слојевима
Сликање у слојевима – подсликавање и надсликавање је стара техника. Неки сликари су изводили подсликавање прецизно са свим детаљима док су други подсликавали само обичним скицама. Често су у прошлости припреме изводили ученици а мајстор је такву слику завршавао сликањем ала прима. Завршна обрада се врши лакирањем које се изводи после сушења слике.

### Завршна обрада слике
Савремени лакови су отопине меких смола (дамар, мастикс), отопљени у терпентину и петролеју. У старим рецептима се налази препорука да се пре лакирања слика опере водом. За лакирање се у неким случајевима употребљавају прскалице и пиштољи које употребљавају занатлије, мада многи умјетници и данас користе четке са меканом длаком.

### Директно сликање („ала прима” или сликање из првог покушаја)
Ова сликарска техника (итал. "alla prima“= из првог покушаја) се изводи непосредно на припремљену подлогу платна или дрвене плоче. Боје се могу мешати директно на подлози а не на палети, сликарској плочи на којој се обично мешају тонови боје којим ће се сликати. Неретко се изводи без прелиминарне студије или скице; подсликавања, пастуозног истицања осветљених делова слике и каснијих слојева лазура. Технику ала прима су неки стари мајстори користили за израду прелиминарне студије већег дела, а импресионисти, сликари који су своја дела стварали на отвореном небу, су често наносили боју на подлогу директно из тубе без њеног претходног мешања на сликарској палети.
Директно сликање – познато и као „ала прима” или сликање из првог покушаја – је начин сликања где уметник сваки потез четкице наноси на платно с намером да га остави на слици као саставни део коначног резултата. У принципу не би требало да буде исправки нити надсликавања након што се први слој боје осуши.
Директно сликање је у употреби од давнина, а у најранијим периодима историје и у већини култура, то је сликања у једном слоју боје. У наше време, у Италији шеснаестог, у Холандији седамнаестог, и у Француској деветнаестог и двадесетог столећа, технике директног сликања су биле средство за широк спектар сликовних идеја, од искрених потеза Франса Халса, до директности потеза боје Манеа и непосредности највећег дела синтетичког кубизма.
Директним сликањем и након што већ има представу како би требало да изгледају детаљи у односу на целину, сликар покушава да обради целину одједном и без плана да поново ради на слици након што се боја осушила, да би је учинио тамнијом или светлијом, топлијом или хладнијом. Како се напредује у раду, сваки наредни потез треба да буде повезан са сваким другим потезом боје који је већ у слици. У идеалном случају када се прекрије и последњи део површине подлоге, слика је завршена.
Тешкоћа и изазов овог приступа лежи у томе што сликар мора бити у стању да се бави свим проблемима слике истовремено. На пример, уколико слика портрет, приликом обраде браде сваки потез боје треба да буде постављен тако да истовремено истиче место, величину и облик браде, моделирање волумена, боју под одређеним светлом, и начин на који се њена локална боја уједињује с другим бојама које је окружују на слици.
Врло мали број сликара се осећао обавезним да се строго придржава чистог директног начина сликања, тако да су многе слике започете у овом духу, касније, дорађиване и исправљане након што се први слој боје осушио. Мада оваква слика је и даље духу директног сликања пошто уметник и даље покушава да сваки потез учини коначним. Ако се касније одлучи да је одређени део слике незадовољавајући, сликар може уклонити боју с тог дела стругањем сликарским ножем, и пресликати га непрозирним неутралним тоном боје. Такође може нанети други слој боје на то подручје, покушавајући још једном да оствари резултат из првог покушаја. Технички гледано, ово се не би могло сматрати директним сликањем у једном слоју, али се процес размишљања и спектар постигнутих ефеката ипак односе на дух сликања „ала прима”.
Из чисто техничког угла, процес сликања „ала прима” се изводи што је више могуће једноставнијим поступком.
На припремљеној подлози платна или дрвене плоче, постави се опште место главних маса, угљеном или разређеном уљаном бојом. 
На сликаревој палети су све боје које ће користити да слику у потпуност заврши из једног покушаја. Ту је и бочица са медијумом са сликање који обично чини смеша ланеног уља и терпентина или минералног разређивача, у односу 1 наспрам 3. 
Боје се мешају и разређују како се користе. Већина уметника препоручује да се одједном не меша више од две или три боје да би се задржала њихова хроматичност а боје не би претвориле у загасите.
На платно се боје наносе кистом или четкицом, сликарским шпахтлама, крпом, спужвом или било којим другим сликарским прибором. Неуспешни покушаји се могу уклонити шпахтлом. 
Неки сликари почињу тамнијим бојама постепено градећи општи тоналитет слике до најсветлијих тонова, а други предузимају обрнут поступак. Неки користе јаке тонове боје на самом почетку, а други су склонији оним неутралнијим. Организација слике је, наравно, врло лична ствар, а поступак који је најпогоднији за једног сликара, другом може изгледати потпуно губљење времена.

## Историја уљане технике
Ова форма сликарства је настала у 15. веку након сликања темпером и потребе за превазилажење ограничења које ова техника има. И најстарији рецепти могу се наћи у Штасбуршком манускрипту.
Ову нову технику је користио и дао јој нове импулсе пре свега Јан ван Ајк а Антонело да Месина пренео је овај начин сликања у Италију у којој се она спорије него у северној Европи прихватала и развијала. Још у 16. веку било је уобичајено да се ова техника комбинује са темперама али и други сликари као на пример Петер Паул Рубенс употребљавао је паралелно темперу и уље. Трагови уљаних боја су налажени на истоку из 7. века на статуама Буде.
Привилегија уљаног сликарства је јасност и релативна трајност слике и боје. Поред тога само сликање не мора да се одвија брзо и дозвољава сваковрсне корекције слике што омогућава свакојаке рафиноване поступке као на пример употребу лазурних боја. Недостатак је споро сушење боје, поред тога код погрешног одабира и погрешке у мешању боја долази код сушења до набирања или пуцања примењеног слоја боје. Претходник уљане боје је била темпера од жуманаца јаја. 
Још од раних дана сликања уљем, појављује се више техника, следећи развој који се сада може пратити веома јасно и тачно, него што је био случај икада раније. Током векова, уметници су профитирали од експеримената сликара који су радили пре њих и додавали корпусу знања кроз процес покушаја и грешака. Од Јана и Хуберта ван Ајка, највероватније првих иноватора сликања уљем на крају четрнаестог и почетком петнаестог века, до Вилијама Бугроа, Жана-Леона Жерома, Александра Кабанела, и других француских академских сликара с краја деветнаестог века, техничко знање се развијало више или мање непрекинуто тако да су уметници сваке нове генерације додавали своја открића и идеје претходним знањима. 
Континуитет овог процеса је нагло прекинут пред крај деветнаестог века, појавом импресионизма и других модернистичких покрета. Уметничка настава од те тачке па наовамо је постала много релаксиранија, пошто су велике традиције претходних столећа занемарене у корист експеримента и жудње за стално новим пропозицијама, које жучно одбацују уметничку традицију као нешто застарело и назадно. Непожељан резултат свега тога је да је већина нових уметника и оних који то желе да постану, добила много скромније уметничко образовање о суштинским аспектима уметности, нарочито у сликарству. 

### Рана фламанска техника
Најранији метод сликања уљем развијен је од раније дисциплине сликања јајчаном темпером, пошто су уметници тражили начин да превазиђу ограничења својствена тој техници. Будући да су се ове иновације прво појавиле у Фландрији, метод је добио име фламанска техника сликања уљем.
Међу суштинским елементима ове методе сликања је чврста подлога препарирана чистом белом и веома прецизан цртеж. Фламански мајстори су сликали на дрвеним плочама (панелима; најчешће од храстовине) препарираним туткално-кредном смешом (грунтом), што је омогућавало прозирнијим деловима да се провиде и зраче топлином са површине, дајући додатно светло чак и оним најнепрозирнијим бојама и њеним мешавинама. Посебна особина заједничка свим различитим методима уљане технике код старих мајстора, јесте систематска употреба прозирних, полупрозирних и непрозирних слојева боје.
Пошто рани фламански метод није дозвољавао лаке исправке једном започете слике, било је неопходно да уметник разради идеју за слику скицама и студијама на одвојеним површинама пре самог почетка рада на слици. У идеалном случају, сви сликовни проблеми су решени унапред и процес сликања намерене слике је подразумевао извршење идеје која је развијена раније, пре првог потеза четкицом на плочи, следећи унапред зацртан план. Суштинско за овај план је истанчан линеарни дизајн композиције, који је био основа за коначну слику. Овај цртеж, обично рађен на папиру, звао се картон (од итал. cartone). Најчешће је картон био исте величине као и намерена слика, мада је понекад увеличаван са ранијег, мањег цртежа.
Након што је овај цртеж довршен и истанчан по уметниковом укусу, преносио се на белу плочу на различите начине. Један је укључивао бушење рупица на картону дуж линија цртежа и његово преношење на плочу тапкањем торбицом напуњеном угљеним прахом која је остављала испрекидане тачкасте линије. Пренесени цртеж је даље довршаван слободном руком. Алтернативни начин је да се наличје папира прекрије угљеном, или танким слојем смеше пигмента с лаком или уљем, чиме би прашкасти угљен или пигмент постајао лепљив, а затим би се понављале линије цртежа да би се он пренео на површину дрвене плоче.
Након преношења једном од ових варијанти, цртеж се даље могао побољшавати на начин који је уметник сматрао прикладним. Да би ојачао и осигурао пренесене линије цртежа, уметник је у том случају могао употребити четкицу и разређено мастило, боју, темперу, акварел или уље, радећи оловком од дрвцета, или малом шиљатом четкицом мекане длачице. Након сушења цртеж је изолован, а упијање подлоге запечаћено танким слојем лака. Понекад се лаку додавао провидни тонер, односно мања количина пигмента, у ком случају се овај слој назива имприматура. Тон имприматуре би поставио тонски кључ за слику, олакшавајући усклађивање боја и тачнију процену односа светло-тамног (валера). Други разлог за тонирање имприматуром је у томе што бела површина има тенденцију да учини да све што се на њу нанесе изгледа тамније него што стварно јесте, све док бело није потпуно прекривено, када постаје очигледно да су жељене тамне боје на слици сувише светле. А када су тамни тонови слике сувише светли, углавном је исти случај и са осталим тоновима. Тонирањем лаком или имприматуром, тако да подлога за сликање изгледа нешто тамније од белог — најчешће је кориштен један топлији тон —, уметник је могао да избегне или умањи овај проблем. Имприматуру се може оставити да се осуши као један равномеран слој који покрива целу плочу, или се светлија подручја слике може обрисати памучном крпицом омотаном око прста док је боја још увек влажна. Брисањем светлих делова се избегавало да тон имприматуре касније са позадине утиче на најсветлије делове слике, нарочито ако је било предвиђено да се на њима ради у тањим слојевима.

## Савремена пракса сликања уљем
Сликати успешно је лакше ако се не почиње с хендикепом. Многи сликари несвесно сами себе спутавају на почетку усвајањем праксе или навике која отежава њихов задатак. Наредне препоруке могу помоћи да се избегне такве ситуације. 

### Рад с материјалима за сликање уљем
Најбоља палета је она која је исте нијансе и вредности тона као доминантна нијанса и општа тонска вредност слике. Стакло је добро за подлогу палете монтирано на столу или комаду шперплоче, са папиром одговарајуће тонске вредности и боје испод. Ово омогућава тачност у процени боје и тоналних вредности. Папир се може заменити према потреби да одговара боји која доминира у свакој слици коју сликамо. 
Белу палету је најбоље избегавати, јер ће све боје на њој изгледати тамније него на слици на којој се ради. Осушена боја се лако скида са стаклене палете сликарским ножем. Ивице стакла треба облепити, ради сигурности. Пошто су стаклене палете прилично тешке и донекле крхке, њихова употреба је углавном ограничена на атеље. За сликање на терену, традиционална дрвена палета је пожељнија. Најбоље је обојити дрвене палете у неутралну сиву боју да би се избегло да процена боја буде условљена бојом дрвета. Малу количину сирове сијене или сирове умбре треба додати сивој боји која се прави од беле и марс или коштане црне; иначе ће сива бити хладна (плавичаста) уместо неутрална. У боју која се користи за тонирање дрвене палете може се додати копал лак како би се учинила отпорном на раствараче. Када се осуши, слој копал лака ствара глатку површину која олакшава чишћење. У недостатку копал лака, може се заменити средством за сликање на бази алкида или полиуретана као изолацијским премазом. Што се тиче величине палете, треба имати довољно простора за мешање великих количина боје, ако се жели покрити веће платно одједном. 
Најбоље је почети припрему палете боја сваког дана тако што се истисне велика количина беле боје, а затим се омекша ланеним или ораховим уљем до жељене конзистенције за сликање — отприлике као мајонез. Време мешања се штеди тако што се бела прво омекша уљем, јер ће сви остали тонови на палети садржати значајне количине беле. Ако се жели гушћа боја, или спорије сушење, орахово уље је боље од ланеног. Потреба за медијумом се минимизира или елиминише када су одабране боје довољно течне када излазе из тубе да би се могле контролисати четкицом. Ово је идеална ситуација. Боје произвођача који нису додавали превише стабилизатора захтевају мало или ништа као додатак да би се постигла угодна конзистенција при сликању. 
Кап или две ланеног или ораховог уља могу се додати белој боји на палети величине веће кованице и темељно измешати сликарским ножем ако се жели мекша конзистенција. Ово може бити пожељније од коришћења медијума која садрже раствараче, јер растварач неповољно утиче на везивну моћ уља. Алкидне смоле могу бити изузетак, јер оне имају јачу лепљиву моћ од биљних уља и могу поднети раствараче мало боље. У сваком случају, најбоље је задржати количину додатног средства на минимуму.
Након што је бела омекшана, могу се направити разне хладне сиве боје од беле и коштане црне. Када се ради у боји, посебно на портрету, може бити корисно направити низ топлих сивих боја, користећи белу и сирову умбру, или белу, коштану црну и сирову сијену. Време мешања боје се штеди тако што се бела прво омекша, пре него што се измешају сиве и други тонови који ће садржавати значајне количине беле. Добро је када на палети има бар довољно боје да обезбеди целодневно сликање пре него што се почне са сликањем. У готово сваком случају, биће већа потреба за белом него за било којом другом бојом, осим ако не сликамо ноћне сцене. Тако да је ово добра идеја. Теоретски, могуће је да неки сликар, негде, може унапред тачно да процени количину сваке боје за један дан сликања, али то је мало вероватно. Време проведено у правилној припреми палете је време уштеђено када процес сликања почне. Ток мисли се тада може усмерити на развој слике, без прекида да се пронађе одговарајућа туба боје, истисне више боје и затим је прилагоди правој конзистенцији других боја. Понекад је тешко поново се концентрисати након таквог прекида и сетити се шта смо то хтели да урадимо када нам је понестало боје. Боље је имати превише него премало боје на палети. 
У распоређивању палете, може бити корисно раздвојити провидне боје од нерповидних, како би их користили систематски. Већина сликара поставља чисте боје око ивица палете и оставља унутрашњи простор за мешавине. Главна ствар је знати где је све, без обзира како се одлучи распоредити палету, и оставити довољно простора за мешање било чега што може бити потребно током дана сликања. 
Када се слика на белом платну или панелу, корисно је белу подлогу што брже прекрити. Разлог је што ће она утицати на перцепцију вредности тона, чинећи да све изгледа тамније него што јесте. Да би се „убила бела”, може се почети с четком величине коју користе молери и настојати прекрити цело платно бојом која је прикладна за сваку главну област што је брже могуће. 
Велике четке омогућавају брже сликање и такође постизање многих угодних ефеката с мање потешкоћа него мале четкице. Велике области које требају бити глатке вероватно ће изгледати неправилно ако се сликају малим четкицама. Велика четка носи више боје и може прекрити веће подручје по потезу него мања. Уз праксу, већом четком се може довољно вешто манипулисати да се постигну исти ефекти као мањом, а често и с пријатнијим нијансама. Добро је одлагати употребу малих четкица што је дуже могуће на датој слици. Велике, опште области се најбоље сликају прво. 
Детаље не треба додавати све док све велике форме, боје, вредности и релативне пропорције нису тачне. Њих треба проверити неколико пута пре него што се обрати пажња на мање детаље. 
Без обзира на то коју технику сликања се користи, уљане боје су најкооперативније када се наносе од тамног ка светлом, радећи мокро у мокро. То значи да треба почети с тамним облицима, који ће успоставити почетни дојам слике, и исправљати их по потреби брисањем грешака крпицом пре додавања светлије вредности. Овим се избегава тзв. „сликарско блато” (замућење боје). Када су тамне вредности задовољавајуће успостављене, треба прећи на средње тонове, до секундарног светла и сенки, и постепено назад до светла. Најсветлије нагласке на слици треба додавати последње, на крају сликања слике. 
Када се користе провидне сенке и непровидна светла, могу настати проблеми на тачки где се светлост додирује са сенком. Такви проблеми се могу избећи сликањем непровидног тамног дела на ивици провидног тамног дела и неприметно спајајући границу између њих. Непровидна тамна боја мора бити исте вредности и боје као провидна тамна боја где се њих две додирују, или тамнија. Непровидни средњи тон може се затим спојити с непровидном тамном бојом ради глатког прелаза. Петер Паул Рубенс је ово радио изузетно добро. 
Коришћење различитих четкица за сваку боју помаже у избегавању блата (замућења боја). Посебно је важно користити различите четкице за непровидне и провидне боје и за све оне које се значајно разликују на било који начин. Четкице се могу испрати у сунцокретовом или ораховом уљу и обрисати крпом када је то потребно током сесије сликања, или због потребе за променом боја, ако нема чистих при руци. Биљна уља се такође могу користити за чишћење четкица на крају дана сликања, уместо растварача. Најбоље је након тога опрати четкицу сапуном и водом. 
Уобичајена пракса сликања с отвореном посудом растварача непотребно излаже сликара и све друге у просторији испарењима која могу бити потенцијално штетна за здравље. Сасвим је могуће, и пожељно, из здравственог становишта, одржати ваздух у атељеу слободним од испаравања растварача док се слика уљаним бојама. Ово укључује безмирисне минералне разређиваче, чија су испарења теже уочљива чулом мириса, али нису безопасна. Овде је чак могућност дужег излагања штетним парама већа због одсуства непријатног мириса. 
Није неопходно умочити кист у посуду медијума за сликање док се слика. Медијум је најбоље мешати с бојом на палети сликарским ножем. Пипета је корисна за додавање уља или средства које се меша с бојом. Ова метода омогућава прецизну контролу над његовом количином у самој боји. Четкица није најбољи алат за ову сврху, јер ће неизбежно додати превише медијума и вероватно га неће довољно добро измешати с бојом. Такође ће вероватно скратити животни век саме четкице омогућавајући боји да се акумулира испод металног држака, с којег ју је тешко уклонити. Када се боја овде осуши, четкица је практично уништена, или у најбољем случају корисна само за сликање нерегуларним потезима.

### Пракса рада на слици
Да би се умањила вероватноћа погрешног процењивања пропорција, уметникова тачка гледања треба да буде виша од субјекта на платну. Ово се најбоље постиже радом стојећи, ако је могуће, на удаљености од барем дужине руке од платна и култивисањем навике често се повлачити и посматрати слику из даљине. Поље вида има облик конуса, са шиљатим крајем у очима. Оно је сужено ако је слика сувише близу а шире када је даље од очију. Платно би требало да сече конус који чини поље вида на довољној удаљености тако да тачка гледања буде довољно велика да се лако обухвати цела слика. 
Грешке се најлакше откривају из даљине, док су мање приметне што су очи ближе платну. Природна тенденција уметника који седи док слика јесте да седи предуго и не посматра слику из даљине довољно често да открије грешке пре него што превише времена прође на детаљисање. Често се дешава да део слике на ком ради изгледа добро изблиза, али у ствари садржи грешке које постану очигледне само из даљине. Ако слика не функционише добро из даљине, нико се неће потрудити да приђе ближе. 
Слика треба бити постављена на одговарајућој висини на штафелају да би се омогућило да линија гледања буде окомита у односу на слику. Када уметник црта или слика гледајући на папир или слику под углом који није 90 степени у односу на средиште, резултат ће изгледати деформисано када се гледа под правим углом. 
Држање четкице за крај дршке омогућава бољу контролу и већи преглед слике истовремено. Четке за уљано сликање имају дугачке дршке из овог разлога — да омогуће највећу удаљеност уметникових очију од платна током сликања. Ово нарочито помаже у избегавању грешака у пропорцијама. Тенденција држања киста као оловке је наслеђе из учења писања и најбоље је што пре напустити ову навику за сликање. Што је уметник ближе платну то му је теже процењивање и вршење поређења величина. Грешке у форми и пропорцијама невидљиве уметнику на удаљености од тридесет центиметара од платна постају очигледне на удаљености од два метра, и немогуће их је игнорисати. 
Јело или пиће треба избегавати током сликања. Док нису све уљане боје токсичне попут оловне беле, многе су барем штетне на неки начин и не би смеле да се прогутају, чак ни у малим количинама. Мало сликара је толико педантно док слика да избегне прљање руку бојом, а понекад и лица и одеће. Најсигурније је претпоставити да су сви наши материјали за сликање отровни и да су наше руке, четкице и сликарски ножеви контаминирани. Када смо гладни или жедни, мудро је одложити четкице и палету, а затим темељно опрати руке пре јела или пића. 
Други разлог за избегавање јела током сликања је тај што то означава одређено непоштовање према свом раду, што је потпуно неприкладно. Добро сликање захтева неодељиву пажњу уметника. Изузетно је важно бити концентрисан на оно што се ради.

## Материјали уљаног сликарства
Уљано сликарство више него било која друга уметничка техника, укључује одређену количину хемије — ако уметник жели да његово дело потраје. Боје се морају наносити одређеним редоследом, иначе може доћи до пуцања слојева. Неки пигменти бледе када су изложени ултраљубичастом светлу, док друге боје пожуте у одсуству светлости. Неки популарни медији за уљано сликање могу довести до потамњивања слика, пуцања слоја боје, и отежати њихову рестаурацију. Одређене данас распрострањене праксе рада могу узроковати љуштење и отпадање слоја боја са подлоге слике.
Зашто онда данас ико слика уљаним бојама ако је то толико тешко и има много тога да се научи? Одговор је због предности које ова техника пружа. Уљана техника омогућава најшири могући спектар ефеката од свих осталих уметничких техника. Уљане боје и тонови се не мењају сушењем, као што је случај са воденим техникама. Правилно изведена уљана слика, уз разумну пажњу, може трајати вековима практично непромењена, а ако дође до неких проблема, данашње технике и технологије конзервације и рестаурације имају решење за скоро сваки ситуацију.
Уљана техника у рукама мајстора, може да изрази више него било која друга. С разлогом носи име „краљица” сликарства. Изазови које поставља пред уметника су већи, али су зато и веће могуће награде. Почетнику може деловати застрашујуће, али није нарочито тешко савладати њене основе. Уљана техника је техника за оне уметнике које брине дуговечност њихових дела.
У ранијим вековима уљаног сликарства, ученици су започињали своју обуку још као деца и учили су код активних мајстора. Обуку су почињали као помоћници мајстора: мељући пигменте у ланеном уљу, препарирајући подлоге за сликање, чистећи четкице мајстора, и упознајући се са правилном употребом свих материјала и алата нужних за успешно сликање. Док су млели боје, стицали су знање о различитим пигментима, тако да када би почели да их користе, већ су имали солидно разумевање о њиховим особинама и својствима.
Нико није могао постати признат као мајстор без потпуног познавања сваког аспекта сликања, укључујући правилну употребу алата и материјала. Овим се осигуравало да слика коју је израдио мајстор има разумну шансу да опстане дуго времена, уместо да почне да пропада тек што се нађе у рукама купца. Уметници су бринули о угледу своје професије. Лош занат био је једноставно неприхватљив.
Међутим, у последњих стотину и нешто година, многе слике су у горем стању него слике које су настале прије пет и више векова. Један од разлога је прекид са системом који је ценио занатски аспект уметности. Овде се слободно може рећи да је ствар и етичке природе.
Уметничка дела постају породичне реликвије. Купац једне слике има пуно право да очекује да је уметник уложио сав могући труд да би обезбедио структурну трајност дела, како би се оно могло пренети и наредним генерацијама. Када уметници занемаре квалитет и правилну употребу материјала, дела прерано пропадају, а ово баца сенку на читаву уметничку заједницу. Веза између уметности и квалитета се не може занемарити. Високе цијене које уметничка дела могу постићи произлазе из претпоставке да поред тога што су јединствена креација, имају и висок квалитет израде. Квалитет не одређује само композиционо решење и мотив, већ укључује и материјале и труд уложен у стварање уметничког дела. Због овога је веома битно да уметници разумеју материјале с којима стварају.

### Подлоге уљане слике
Разматрање материјала за уљано сликање логично је започети од саме подлоге. Избор се најчешће своди на платно и дрво, иако су неки сликари користили и бакар, па и камен, без негативних последица по трајност слике. Већина данашњих уметника који сликају уљем ради на платну или на крутим дрвеним плочама (или панелима). Оба решења имају своје предности и мане, а информисан уметник ће наравно одлучити са становишта знања, тј., тек након пажљивог разматрања предности и недостатака сваке могућности.

#### Платно
Платно је обично најбољи избор када је потребна велика површина за сликање. У поређењу са дрвеним панелима, мање је тешко и лако га је скинути са блинд-рама и савити у ролну ради лакшег транспорта на жељену локацију. Ово су сигурно главни разлози зашто је уопште ушло у употребу као сликарска подлога.
За уљано сликање доступне су различите врсте платна. Лан је дуго времена сматран најпожељнијим избором за дела која треба да трају. Конопља се такође некада користила и присутна је њена употреба код великих мајстора (Веласкез), и сматра се да је барем једнако постојана као и лан. Употреба памучних платна као подлоге за уљано сликање је скоријег датума и иако доста јефтинија у односу на лан, имају више мана, а главна је да се памук много брже распада и препорука је да се користи само за скице или студије. Нова полиестерска платна неки сматрају веома обећавајућим, али је изум исувише нов у историји сликарских подлога, да бисмо са сигурношћу знали како ће поднети зуб времена. Очекује се да ће по трајности надмашити лан, јер за разлику од природних влакана, не упијају влагу и нису подложна трулењу. Ипак, од свих платнених подлога једино је лан успешно прошао тест времена.
Ланено платно се може набавити различитих текстура и различитих густина ткања. Од глатких и гушће тканих до грубљих и ређе тканих ланених платна, избор зависи од уметникове замисли и величине слике. За веће слике и за рад слободним потезима погодније је теже, грубље и нешто ређе ткано ланено платно. За финију и прецизнију технику са мноштвом детаља, погоднија је глатка густо ткана површина са двослојном препаратуром.
Главни недостатак сликања уљем на платну затегнутом на блинд-рам је виша вероватноћа пуцања слоја боје, јер платно остаје еластично, док се слој боје временом стврдњава и постаје крући и крхкији. Такође, треба имати у виду и труљење природних влакана. Труљење најчешће почиње на ивицама сликарске површине, где киселине из дрвених блинд-рамова долазе у додир с платном и покрећу или убрзавају процес његовог пропадања.

## Галерија изабраних слика
- The Arnolfini Portrait, Јан ван Ајк, 1434
- Аутопортрет, Тицијан, c. 1512
- La donna velata, Рафаел, 1516
- Отмица Европе, Тицијан, 1562
- Подизање крста, Петер Паул Рубенс, 1610-11
- Инокентије X, Веласкез, c 1650
- Аутопртрет, Рембрант, 1658
- Milkmaid, Јоханес Вермер, 1658-60
- Pilgrimage to Cythera, Жан Антоан Вато, 1721
- Napoleon Crossing through the St. Bernard Pass, Жак Луј Давид, 1801
- 3. мај 1808: Погубљење бранилаца Мадрида, Франсиско Гоја, 1814
- Импресија, излазак сунца, Клод Моне, 1872
- Le Moulin de la Galette, Пјер Огист Реноар 1876
- Portrait of Dr. Gachet, Винсент ван Гог, 1890
- Локвањи, Клод Моне, 1916
- The Cliffs at Etretat, Клод Моне, 1885